# Behruz Jari
Behruz Jari (pers. بهروز یاری; ur. 21 stycznia 1967) – irański zapaśnik w stylu wolnym.
Dwukrotny uczestnik mistrzostw świata, zdobył brązowy medal w 1994. Złoty medal na igrzyskach azjatyckich w 1990 i 1994. Zdobył trzy złote medale na mistrzostwach Azji – 1988, 1989 i 1993. Trzeci w Pucharze Świata w 1992 i czwarty w 1994. Mistrz Azji juniorów w 1985.